# Dap Chhuon
Dap Chhuon, també conegut com a Chuan Khemphet (ชวน เข็มเพชร, Khem Phet, Chhuon Mochulpich o Chhuon Mchoul Pech; Siem Reap, 1912–1959) va ser un nacionalista de dretes, cap guerriller, senyor de la guerra regional i general cambodjà.
Nascut a Siem Reap, Chhuon va créixer a Prey Veng, on es va unir a la milícia francesa, arribant al grau de sargent. En el transcurs de la guerra francotailandesa, va ser capturat per les tropes tailandeses, tot i que algunes fonts asseguren que va desertar. El 1943 va desertar de la Guàrdia Nacional Cambodjana a Bang Mealas, suposadament amb la paga dels seus homes. A mitjans de la dècada de 1940 Chhuon va rebre el suport de Tailàndia per organitzar grups guerrillers antifrancesos a la zona de Siem Reap.
L'agost de 1946 un grup dispar d'activistes, liderats per Chhuon, el príncep Norodom Chantaraingsey i l'esquerrà Son Ngoc Minh van lluitar contra les tropes franceses a Siem Reap en el transcurs de diversos dies. Posteriorment Chhuon es convertiria en el líder del Comitè d'Alliberament del Poble Khmer, organització on es van agrupar diversos elements provinents de les guerrilles dels Khmer Issarak. A finals de 1949, no obstant, Chhuon va rendir-se als francesos, que el premiaren amb el control virtual de sectors territorials del nord de Cambodja, així com el càrrec de comandant dels "Cossos Francokhmers".
Chhuon va governar aquests sectors principalment a través de decrets personals, guanyant-se una reputació d'extrema brutalitat que va confrontar-lo amb altres líders Issarak. Els camperols locals van començar a témer la seva figura, atorgant-li poders com la invulnerabilitat, característiques que ell reforçava a partir de l'hàbit de demostrar la seva força o a causa de la seva aparença (Chhuon era extremadament prim).
El 1954, amb la independència de Cambodja, Chhuon havia tornar a canviar de bàndol, aquest cop afiliant-se amb el govern de Norodom Sihanouk; Sihanouk fins i tot va portar a Chhuon a la Conferència de Ginebra, amb l'objectiu de mostrar el suport Issarak al seu govern. L'octubre d'aquell any, de cara a les eleccions parlamentàries, Chhuon i el seu partit, el "Nord-est Victoriós", es van aliar amb d'altres, com ara el "Renovació Khmer" de Lon Nol, proclamant-se monàrquics, tradicionalistes i de dretes. Aquesta aliança dretana va fundar les bases del Sangkum Reastr Niyum de Sihanouk; en el transcurs de les eleccions, la milícia de Chhuon va ser utilitzada rutinàriament per trencar les manifestacions dels oponents del Sangkum, a més d'intimidar els seus votants.
Chhuon es va convertir en el Ministre de Seguretat Interna del govern de Sihanouk, a més del governador de la província de Siem Reap. Tot i que havia començat la seva carrera combatent al costat del Viet Minh, el seu creixent i estrident anticomunisme van provocar que Robert McClintock, ambaixador estatunidenc a Cambodja entre 1954 i 1956, suggerís el seu nom com a possible successor de Sihanouk. El seu desacord amb Sihanouk, quan aquest va començar a acostar-se a la Xina comunista, no obstant, va provocar que Chhuon acabés abandonant el govern, el 1957, i comencés a trencar obertament amb el règim de Sihanouk.
El 1959 Chhuon va veure's implicat en un suposat cop d'estat, organitzat per la CIA (la "Conspiració de Dap Chhuon" o Conspitació de Bangkok): després de fugir, segons una font, camuflat en un llarg sarong, va ser capturat per les tropes de Sihanouk, i posteriorment assassinat.
Un dels seus germans, Kem Srey, va estar molt relacionat amb les seves activitats polítiques, mentre que un altre, Kem Penh, va ser un traficant d'armes internacional. Un mig germà seu, Slat Peou (1929–60), va treballar com a funcionari d'ambaixades i, posteriorment, com a delegat del Sangkum a Siem Reap. També va ser executat per la seva participació en el cop de 1959.